# L'uccellino bianco
L'uccellino bianco è un romanzo di J. M. Barrie pubblicato dalla Hodder & Stoughton a Londra nel 1902.
Il libro è un romanzo che descrive in prima persona il rapporto di amicizia tra l'alter ego di Barrie, il Capitano W., un ufficiale reduce di guerra, quarantenne e scapolo, e David, il figlio di una sua vicina, Mary A., e dei loro spensierati giochi ai Giardini di Kensington.
Ambientato in età vittoriana, il racconto viene veicolato da toni spesso aggressivi e severi, lasciandosi andare a locuzioni più morbide e a storie fantasiose in particolare a partire dalla digressione su Peter Pan: è in questo libro infatti che si accenna per la prima volta all'eroe di numerose opere successive. Peter è un bambino che non vuole crescere e scappa a solo una settimana di vita nei Giardini di Kensington, dove fa amicizia con gli animali e col Piccolo Popolo, cioè le Fate, che popolano i Giardini dall'Ora di Chiusa all'Ora di Apertura. Capitan W. spiega come Peter impara a volare e racconta alcune avventure sue e di altri personaggi a lui legati, sempre ambientate nei Giardini di Kensington.
Due anni dopo andò per la prima volta in scena Peter Pan, il bambino che non voleva crescere, pièce teatrale.
Dalle due opere sarebbe stato tratto il romanzo Peter Pan nei Giardini di Kensington: la popolarità del personaggio del bambino che non voleva crescere fu tale che l'autore si decise a ripubblicare i capitoli de L'uccellino bianco. È invece del 1911 l'ultimo suo lavoro su Peter, Peter e Wendy.

## Trama
Il Capitano W., reduce di guerra, quarantenne e scapolo, vive con inglese regolarità le sue giornate, assieme a un cane san bernardo, Porthos, unico suo motivo di affetto.
I suoi passatempi preferiti sono la scrittura e il frequentare il suo club. Seduto al solito posto della sala da pranzo del club, dalla grande finestra osserva curioso ogni giorno Mary A., una giovane ragazza di classe meno abbiente, che fa la bambinaia, e il suo innamorato, postino e pittore. Gli incontri dei due avvengono sempre davanti all'ufficio postale dove l'uomo lavora e durante la sua pausa pranzo.
Un giorno capisce che i due hanno litigato mortalmente e, dispiacendosene, riesce a loro insaputa e con uno scaltro inganno a farli riconciliare. I due si sposano e, per puro caso, vanno ad abitare vicino al Capitano. Questi, a causa di incontri sporadici, da vicinato, col pittore, riesce anche ad avere notizie di Mary: infatti non vuole mai incontrarla, ma si limita a guardarla dalle finestre. Quando viene a scoprire che Mary aspetta un bambino incappa nell'errore di fingere di essere anch'egli in attesa: il figlio di Mary, David, e il suo, Timothy, nasceranno peraltro lo stesso giorno. Al Capitano quindi spetta sobbarcarsi dell'onere di condividere col pittore gioie di cui non è a conoscenza, e non passa troppo tempo che decide di far morire Timothy.
Nel corso di questi avvenimenti al Capitano W. è capitato più volte di aiutare anche finanziariamente la coppia, senza però farsi mai scoprire. La morte di Timothy è anche un pretesto per regalare a Mary vestiti e giochi per David, ma quest'azione permette alla donna di scoprire il segreto del loro angelo custode e dargli così un'identità.
Passata questa imbarazzante situazione, sempre senza mai avere rapporti diretti con la donna, il Capitano W., David ancora in fasce, riesce a ottenere una volta la settimana la compagnia del bambino e, grazie a questi pur brevi incontri, lo cresce a suo divertimento e compiacimento, guadagnando da David anche l'appellativo di "padre".
Il luogo preferito dei loro incontri sono i Giardini di Kensington, dove fanno ulteriori amicizie e dove ambientano le loro numerose storie. In tali storie compare Peter Pan.
Peter ha solo sette giorni di vita, e come tutti i neonati è per metà un uccello e per metà essere umano; per questo, quando sua madre lascia inavvertitamente una finestra aperta, lui riesce a volare via dalla sua casa di Londra e torna ai Giardini di Kensington. Il parco non è scelto a caso: nell'isola al centro del sinuoso laghetto comanda incontrastato il corvo Salomone. A lui le donne indirizzano lettere supplichevoli, desiderose di diventare madri chiedono a Salomone i figli per loro più belli. E Salomone dirige stormi di fringuelli, tordi e passeri nelle case di Londra, a diventare bambini. Salomone rivela a Peter che in realtà lui non è più un uccello. Certo non è ancora del tutto un bambino e ora dovrà scegliere. Quando Peter apprende la realtà, perde automaticamente la facoltà di volare.
Ben presto il bambino dimentica la sua natura umana e diventa una creatura del Parco, imparando a vivere selvaggiamente e stando ben lontano dagli altri bambini che durante la mattina affollano i Giardini: non comprende ad esempio i loro giochi e pensa che i passeggini siano degli animali.
Peter impara a suonare il Flauto di Pan e le fate gli permettono di suonarlo durante le loro feste notturne. Deliziata dal suo suono, Mab, la regina delle fate, gli concede di esaudire due desideri. Il bambino non ha mai dimenticato sua madre, così come primo desiderio chiede di volare per andare a rivederla. Gli si stringe il cuore, eppure poiché ha ancora un desiderio da esaudire, decide di aspettare a mostrarsi a sua madre, ma quando torna per la seconda e stavolta definitiva volta, scopre che un fratellino ha preso il suo posto.
Tempo dopo Peter incontra Maimie Mannering, una bambina che si è persa (appositamente) nei Giardini; i due diventano amici e Peter ne rimane talmente invaghito che le chiederà addirittura di sposarla. Maimie vorrebbe acconsentire, ma si rende conto che sposarlo vorrebbe dire abbandonare per sempre sua madre e quindi rifiuta, ma non dimenticherà mai Peter e gli regalerà una capretta immaginaria perché Peter non rimanga mai solo.
Tornando alla realtà, il Capitano W. e David scoprono che un loro amico, Olivier, ha compiuto otto anni, e che a otto anni l'infanzia crudelmente finisce. Altre avventure riguardano il cane Porthos. L'ultima grande storia sarà quella di Barbara, la sorellina di David, ma qui il libro autobiografico finisce con il tanto atteso incontro tra Mary A. e il Capitano W.

## Edizioni italiane
- L'uccellino bianco, traduzione di Luisa Pecchi, Collana I Nobel, Milonga, 2011, ISBN 978-88-975-0214-2.
- L'uccellino bianco, traduzione di A. Cariello, Collana Gemme, Leone, 2018, ISBN 978-88-639-3514-1.
- L'uccellino bianco, traduzione di Carla Vannuccini, a cura di Giovanna Mochi, con un testo su Peter Pan di Beatrice Masini, Collana Letteratura universale, Venezia, Marsilio, 2020, ISBN 978-88-297-0350-0.